# Арнема тема
Те́ма Арнема — тема в шаховій композиції ортодоксального жанру. Суть теми — як мінімум у двох хибних слідах проходить один і той же мат на різні захисти чорних, причому проходить чергування: в одній фазі захист чорних створює тематичний варіант, а в другій фазі — цей же хід чорних є спростуванням хибного сліду.

## Історія
У 1981 році в Нідерландах в місті Арнем проходив міжнародний Конгрес шахових композиторів і розв'язувачів шахових задач. В одному з конкурсів складання задач була запропонована ця тема.
В задачі повинно бути щонайменше два тематичних хибних сліди, в яких проходить наступна гра. В першому хибному сліді на певний хід чорних створюється варіант з певним матом, хибний слід спростовується іншим ходом чорних, який в другому хибному сліді створює варіант гри з повторенням мату, а спростовується цей хибний слід ходом чорних, який створював тематичний варіант гри в першому хибному сліді. Зазвичай у дійсному рішенні присутні обидва тематичних захисти чорних з переміною тематичного мату.
Ідея дістала назву в честь нідерландського міста Арнем — тема Арнема. Існує проста форма теми і циклічна.

## Проста форма теми
Алгоритм простої форми теми:
1. X? 1. … a 2. A #, 1. … b!
1. Y? 1. … b 2. A #, 1. … a!
1. Z!
|   | a | b | c | d | e | f | g | h |   |
| 8 | d8 білий слон · g8 білий ферзь · d7 чорний пішак · d6 чорний пішак · e6 чорна тура · f6 чорний пішак · h6 білий король · b5 чорний пішак · c5 чорний пішак · d5 білий кінь · f5 чорний пішак · h5 біла тура · d4 чорний король · e4 білий слон · f4 білий пішак · b3 білий пішак · c3 білий кінь · d2 білий пішак · e2 чорний пішак · e1 чорна тура · g1 чорний слон | d8 білий слон · g8 білий ферзь · d7 чорний пішак · d6 чорний пішак · e6 чорна тура · f6 чорний пішак · h6 білий король · b5 чорний пішак · c5 чорний пішак · d5 білий кінь · f5 чорний пішак · h5 біла тура · d4 чорний король · e4 білий слон · f4 білий пішак · b3 білий пішак · c3 білий кінь · d2 білий пішак · e2 чорний пішак · e1 чорна тура · g1 чорний слон | d8 білий слон · g8 білий ферзь · d7 чорний пішак · d6 чорний пішак · e6 чорна тура · f6 чорний пішак · h6 білий король · b5 чорний пішак · c5 чорний пішак · d5 білий кінь · f5 чорний пішак · h5 біла тура · d4 чорний король · e4 білий слон · f4 білий пішак · b3 білий пішак · c3 білий кінь · d2 білий пішак · e2 чорний пішак · e1 чорна тура · g1 чорний слон | d8 білий слон · g8 білий ферзь · d7 чорний пішак · d6 чорний пішак · e6 чорна тура · f6 чорний пішак · h6 білий король · b5 чорний пішак · c5 чорний пішак · d5 білий кінь · f5 чорний пішак · h5 біла тура · d4 чорний король · e4 білий слон · f4 білий пішак · b3 білий пішак · c3 білий кінь · d2 білий пішак · e2 чорний пішак · e1 чорна тура · g1 чорний слон | d8 білий слон · g8 білий ферзь · d7 чорний пішак · d6 чорний пішак · e6 чорна тура · f6 чорний пішак · h6 білий король · b5 чорний пішак · c5 чорний пішак · d5 білий кінь · f5 чорний пішак · h5 біла тура · d4 чорний король · e4 білий слон · f4 білий пішак · b3 білий пішак · c3 білий кінь · d2 білий пішак · e2 чорний пішак · e1 чорна тура · g1 чорний слон | d8 білий слон · g8 білий ферзь · d7 чорний пішак · d6 чорний пішак · e6 чорна тура · f6 чорний пішак · h6 білий король · b5 чорний пішак · c5 чорний пішак · d5 білий кінь · f5 чорний пішак · h5 біла тура · d4 чорний король · e4 білий слон · f4 білий пішак · b3 білий пішак · c3 білий кінь · d2 білий пішак · e2 чорний пішак · e1 чорна тура · g1 чорний слон | d8 білий слон · g8 білий ферзь · d7 чорний пішак · d6 чорний пішак · e6 чорна тура · f6 чорний пішак · h6 білий король · b5 чорний пішак · c5 чорний пішак · d5 білий кінь · f5 чорний пішак · h5 біла тура · d4 чорний король · e4 білий слон · f4 білий пішак · b3 білий пішак · c3 білий кінь · d2 білий пішак · e2 чорний пішак · e1 чорна тура · g1 чорний слон | d8 білий слон · g8 білий ферзь · d7 чорний пішак · d6 чорний пішак · e6 чорна тура · f6 чорний пішак · h6 білий король · b5 чорний пішак · c5 чорний пішак · d5 білий кінь · f5 чорний пішак · h5 біла тура · d4 чорний король · e4 білий слон · f4 білий пішак · b3 білий пішак · c3 білий кінь · d2 білий пішак · e2 чорний пішак · e1 чорна тура · g1 чорний слон | 8 |
| 7 | d8 білий слон · g8 білий ферзь · d7 чорний пішак · d6 чорний пішак · e6 чорна тура · f6 чорний пішак · h6 білий король · b5 чорний пішак · c5 чорний пішак · d5 білий кінь · f5 чорний пішак · h5 біла тура · d4 чорний король · e4 білий слон · f4 білий пішак · b3 білий пішак · c3 білий кінь · d2 білий пішак · e2 чорний пішак · e1 чорна тура · g1 чорний слон | d8 білий слон · g8 білий ферзь · d7 чорний пішак · d6 чорний пішак · e6 чорна тура · f6 чорний пішак · h6 білий король · b5 чорний пішак · c5 чорний пішак · d5 білий кінь · f5 чорний пішак · h5 біла тура · d4 чорний король · e4 білий слон · f4 білий пішак · b3 білий пішак · c3 білий кінь · d2 білий пішак · e2 чорний пішак · e1 чорна тура · g1 чорний слон | d8 білий слон · g8 білий ферзь · d7 чорний пішак · d6 чорний пішак · e6 чорна тура · f6 чорний пішак · h6 білий король · b5 чорний пішак · c5 чорний пішак · d5 білий кінь · f5 чорний пішак · h5 біла тура · d4 чорний король · e4 білий слон · f4 білий пішак · b3 білий пішак · c3 білий кінь · d2 білий пішак · e2 чорний пішак · e1 чорна тура · g1 чорний слон | d8 білий слон · g8 білий ферзь · d7 чорний пішак · d6 чорний пішак · e6 чорна тура · f6 чорний пішак · h6 білий король · b5 чорний пішак · c5 чорний пішак · d5 білий кінь · f5 чорний пішак · h5 біла тура · d4 чорний король · e4 білий слон · f4 білий пішак · b3 білий пішак · c3 білий кінь · d2 білий пішак · e2 чорний пішак · e1 чорна тура · g1 чорний слон | d8 білий слон · g8 білий ферзь · d7 чорний пішак · d6 чорний пішак · e6 чорна тура · f6 чорний пішак · h6 білий король · b5 чорний пішак · c5 чорний пішак · d5 білий кінь · f5 чорний пішак · h5 біла тура · d4 чорний король · e4 білий слон · f4 білий пішак · b3 білий пішак · c3 білий кінь · d2 білий пішак · e2 чорний пішак · e1 чорна тура · g1 чорний слон | d8 білий слон · g8 білий ферзь · d7 чорний пішак · d6 чорний пішак · e6 чорна тура · f6 чорний пішак · h6 білий король · b5 чорний пішак · c5 чорний пішак · d5 білий кінь · f5 чорний пішак · h5 біла тура · d4 чорний король · e4 білий слон · f4 білий пішак · b3 білий пішак · c3 білий кінь · d2 білий пішак · e2 чорний пішак · e1 чорна тура · g1 чорний слон | d8 білий слон · g8 білий ферзь · d7 чорний пішак · d6 чорний пішак · e6 чорна тура · f6 чорний пішак · h6 білий король · b5 чорний пішак · c5 чорний пішак · d5 білий кінь · f5 чорний пішак · h5 біла тура · d4 чорний король · e4 білий слон · f4 білий пішак · b3 білий пішак · c3 білий кінь · d2 білий пішак · e2 чорний пішак · e1 чорна тура · g1 чорний слон | d8 білий слон · g8 білий ферзь · d7 чорний пішак · d6 чорний пішак · e6 чорна тура · f6 чорний пішак · h6 білий король · b5 чорний пішак · c5 чорний пішак · d5 білий кінь · f5 чорний пішак · h5 біла тура · d4 чорний король · e4 білий слон · f4 білий пішак · b3 білий пішак · c3 білий кінь · d2 білий пішак · e2 чорний пішак · e1 чорна тура · g1 чорний слон | 7 |
| 6 | d8 білий слон · g8 білий ферзь · d7 чорний пішак · d6 чорний пішак · e6 чорна тура · f6 чорний пішак · h6 білий король · b5 чорний пішак · c5 чорний пішак · d5 білий кінь · f5 чорний пішак · h5 біла тура · d4 чорний король · e4 білий слон · f4 білий пішак · b3 білий пішак · c3 білий кінь · d2 білий пішак · e2 чорний пішак · e1 чорна тура · g1 чорний слон | d8 білий слон · g8 білий ферзь · d7 чорний пішак · d6 чорний пішак · e6 чорна тура · f6 чорний пішак · h6 білий король · b5 чорний пішак · c5 чорний пішак · d5 білий кінь · f5 чорний пішак · h5 біла тура · d4 чорний король · e4 білий слон · f4 білий пішак · b3 білий пішак · c3 білий кінь · d2 білий пішак · e2 чорний пішак · e1 чорна тура · g1 чорний слон | d8 білий слон · g8 білий ферзь · d7 чорний пішак · d6 чорний пішак · e6 чорна тура · f6 чорний пішак · h6 білий король · b5 чорний пішак · c5 чорний пішак · d5 білий кінь · f5 чорний пішак · h5 біла тура · d4 чорний король · e4 білий слон · f4 білий пішак · b3 білий пішак · c3 білий кінь · d2 білий пішак · e2 чорний пішак · e1 чорна тура · g1 чорний слон | d8 білий слон · g8 білий ферзь · d7 чорний пішак · d6 чорний пішак · e6 чорна тура · f6 чорний пішак · h6 білий король · b5 чорний пішак · c5 чорний пішак · d5 білий кінь · f5 чорний пішак · h5 біла тура · d4 чорний король · e4 білий слон · f4 білий пішак · b3 білий пішак · c3 білий кінь · d2 білий пішак · e2 чорний пішак · e1 чорна тура · g1 чорний слон | d8 білий слон · g8 білий ферзь · d7 чорний пішак · d6 чорний пішак · e6 чорна тура · f6 чорний пішак · h6 білий король · b5 чорний пішак · c5 чорний пішак · d5 білий кінь · f5 чорний пішак · h5 біла тура · d4 чорний король · e4 білий слон · f4 білий пішак · b3 білий пішак · c3 білий кінь · d2 білий пішак · e2 чорний пішак · e1 чорна тура · g1 чорний слон | d8 білий слон · g8 білий ферзь · d7 чорний пішак · d6 чорний пішак · e6 чорна тура · f6 чорний пішак · h6 білий король · b5 чорний пішак · c5 чорний пішак · d5 білий кінь · f5 чорний пішак · h5 біла тура · d4 чорний король · e4 білий слон · f4 білий пішак · b3 білий пішак · c3 білий кінь · d2 білий пішак · e2 чорний пішак · e1 чорна тура · g1 чорний слон | d8 білий слон · g8 білий ферзь · d7 чорний пішак · d6 чорний пішак · e6 чорна тура · f6 чорний пішак · h6 білий король · b5 чорний пішак · c5 чорний пішак · d5 білий кінь · f5 чорний пішак · h5 біла тура · d4 чорний король · e4 білий слон · f4 білий пішак · b3 білий пішак · c3 білий кінь · d2 білий пішак · e2 чорний пішак · e1 чорна тура · g1 чорний слон | d8 білий слон · g8 білий ферзь · d7 чорний пішак · d6 чорний пішак · e6 чорна тура · f6 чорний пішак · h6 білий король · b5 чорний пішак · c5 чорний пішак · d5 білий кінь · f5 чорний пішак · h5 біла тура · d4 чорний король · e4 білий слон · f4 білий пішак · b3 білий пішак · c3 білий кінь · d2 білий пішак · e2 чорний пішак · e1 чорна тура · g1 чорний слон | 6 |
| 5 | d8 білий слон · g8 білий ферзь · d7 чорний пішак · d6 чорний пішак · e6 чорна тура · f6 чорний пішак · h6 білий король · b5 чорний пішак · c5 чорний пішак · d5 білий кінь · f5 чорний пішак · h5 біла тура · d4 чорний король · e4 білий слон · f4 білий пішак · b3 білий пішак · c3 білий кінь · d2 білий пішак · e2 чорний пішак · e1 чорна тура · g1 чорний слон | d8 білий слон · g8 білий ферзь · d7 чорний пішак · d6 чорний пішак · e6 чорна тура · f6 чорний пішак · h6 білий король · b5 чорний пішак · c5 чорний пішак · d5 білий кінь · f5 чорний пішак · h5 біла тура · d4 чорний король · e4 білий слон · f4 білий пішак · b3 білий пішак · c3 білий кінь · d2 білий пішак · e2 чорний пішак · e1 чорна тура · g1 чорний слон | d8 білий слон · g8 білий ферзь · d7 чорний пішак · d6 чорний пішак · e6 чорна тура · f6 чорний пішак · h6 білий король · b5 чорний пішак · c5 чорний пішак · d5 білий кінь · f5 чорний пішак · h5 біла тура · d4 чорний король · e4 білий слон · f4 білий пішак · b3 білий пішак · c3 білий кінь · d2 білий пішак · e2 чорний пішак · e1 чорна тура · g1 чорний слон | d8 білий слон · g8 білий ферзь · d7 чорний пішак · d6 чорний пішак · e6 чорна тура · f6 чорний пішак · h6 білий король · b5 чорний пішак · c5 чорний пішак · d5 білий кінь · f5 чорний пішак · h5 біла тура · d4 чорний король · e4 білий слон · f4 білий пішак · b3 білий пішак · c3 білий кінь · d2 білий пішак · e2 чорний пішак · e1 чорна тура · g1 чорний слон | d8 білий слон · g8 білий ферзь · d7 чорний пішак · d6 чорний пішак · e6 чорна тура · f6 чорний пішак · h6 білий король · b5 чорний пішак · c5 чорний пішак · d5 білий кінь · f5 чорний пішак · h5 біла тура · d4 чорний король · e4 білий слон · f4 білий пішак · b3 білий пішак · c3 білий кінь · d2 білий пішак · e2 чорний пішак · e1 чорна тура · g1 чорний слон | d8 білий слон · g8 білий ферзь · d7 чорний пішак · d6 чорний пішак · e6 чорна тура · f6 чорний пішак · h6 білий король · b5 чорний пішак · c5 чорний пішак · d5 білий кінь · f5 чорний пішак · h5 біла тура · d4 чорний король · e4 білий слон · f4 білий пішак · b3 білий пішак · c3 білий кінь · d2 білий пішак · e2 чорний пішак · e1 чорна тура · g1 чорний слон | d8 білий слон · g8 білий ферзь · d7 чорний пішак · d6 чорний пішак · e6 чорна тура · f6 чорний пішак · h6 білий король · b5 чорний пішак · c5 чорний пішак · d5 білий кінь · f5 чорний пішак · h5 біла тура · d4 чорний король · e4 білий слон · f4 білий пішак · b3 білий пішак · c3 білий кінь · d2 білий пішак · e2 чорний пішак · e1 чорна тура · g1 чорний слон | d8 білий слон · g8 білий ферзь · d7 чорний пішак · d6 чорний пішак · e6 чорна тура · f6 чорний пішак · h6 білий король · b5 чорний пішак · c5 чорний пішак · d5 білий кінь · f5 чорний пішак · h5 біла тура · d4 чорний король · e4 білий слон · f4 білий пішак · b3 білий пішак · c3 білий кінь · d2 білий пішак · e2 чорний пішак · e1 чорна тура · g1 чорний слон | 5 |
| 4 | d8 білий слон · g8 білий ферзь · d7 чорний пішак · d6 чорний пішак · e6 чорна тура · f6 чорний пішак · h6 білий король · b5 чорний пішак · c5 чорний пішак · d5 білий кінь · f5 чорний пішак · h5 біла тура · d4 чорний король · e4 білий слон · f4 білий пішак · b3 білий пішак · c3 білий кінь · d2 білий пішак · e2 чорний пішак · e1 чорна тура · g1 чорний слон | d8 білий слон · g8 білий ферзь · d7 чорний пішак · d6 чорний пішак · e6 чорна тура · f6 чорний пішак · h6 білий король · b5 чорний пішак · c5 чорний пішак · d5 білий кінь · f5 чорний пішак · h5 біла тура · d4 чорний король · e4 білий слон · f4 білий пішак · b3 білий пішак · c3 білий кінь · d2 білий пішак · e2 чорний пішак · e1 чорна тура · g1 чорний слон | d8 білий слон · g8 білий ферзь · d7 чорний пішак · d6 чорний пішак · e6 чорна тура · f6 чорний пішак · h6 білий король · b5 чорний пішак · c5 чорний пішак · d5 білий кінь · f5 чорний пішак · h5 біла тура · d4 чорний король · e4 білий слон · f4 білий пішак · b3 білий пішак · c3 білий кінь · d2 білий пішак · e2 чорний пішак · e1 чорна тура · g1 чорний слон | d8 білий слон · g8 білий ферзь · d7 чорний пішак · d6 чорний пішак · e6 чорна тура · f6 чорний пішак · h6 білий король · b5 чорний пішак · c5 чорний пішак · d5 білий кінь · f5 чорний пішак · h5 біла тура · d4 чорний король · e4 білий слон · f4 білий пішак · b3 білий пішак · c3 білий кінь · d2 білий пішак · e2 чорний пішак · e1 чорна тура · g1 чорний слон | d8 білий слон · g8 білий ферзь · d7 чорний пішак · d6 чорний пішак · e6 чорна тура · f6 чорний пішак · h6 білий король · b5 чорний пішак · c5 чорний пішак · d5 білий кінь · f5 чорний пішак · h5 біла тура · d4 чорний король · e4 білий слон · f4 білий пішак · b3 білий пішак · c3 білий кінь · d2 білий пішак · e2 чорний пішак · e1 чорна тура · g1 чорний слон | d8 білий слон · g8 білий ферзь · d7 чорний пішак · d6 чорний пішак · e6 чорна тура · f6 чорний пішак · h6 білий король · b5 чорний пішак · c5 чорний пішак · d5 білий кінь · f5 чорний пішак · h5 біла тура · d4 чорний король · e4 білий слон · f4 білий пішак · b3 білий пішак · c3 білий кінь · d2 білий пішак · e2 чорний пішак · e1 чорна тура · g1 чорний слон | d8 білий слон · g8 білий ферзь · d7 чорний пішак · d6 чорний пішак · e6 чорна тура · f6 чорний пішак · h6 білий король · b5 чорний пішак · c5 чорний пішак · d5 білий кінь · f5 чорний пішак · h5 біла тура · d4 чорний король · e4 білий слон · f4 білий пішак · b3 білий пішак · c3 білий кінь · d2 білий пішак · e2 чорний пішак · e1 чорна тура · g1 чорний слон | d8 білий слон · g8 білий ферзь · d7 чорний пішак · d6 чорний пішак · e6 чорна тура · f6 чорний пішак · h6 білий король · b5 чорний пішак · c5 чорний пішак · d5 білий кінь · f5 чорний пішак · h5 біла тура · d4 чорний король · e4 білий слон · f4 білий пішак · b3 білий пішак · c3 білий кінь · d2 білий пішак · e2 чорний пішак · e1 чорна тура · g1 чорний слон | 4 |
| 3 | d8 білий слон · g8 білий ферзь · d7 чорний пішак · d6 чорний пішак · e6 чорна тура · f6 чорний пішак · h6 білий король · b5 чорний пішак · c5 чорний пішак · d5 білий кінь · f5 чорний пішак · h5 біла тура · d4 чорний король · e4 білий слон · f4 білий пішак · b3 білий пішак · c3 білий кінь · d2 білий пішак · e2 чорний пішак · e1 чорна тура · g1 чорний слон | d8 білий слон · g8 білий ферзь · d7 чорний пішак · d6 чорний пішак · e6 чорна тура · f6 чорний пішак · h6 білий король · b5 чорний пішак · c5 чорний пішак · d5 білий кінь · f5 чорний пішак · h5 біла тура · d4 чорний король · e4 білий слон · f4 білий пішак · b3 білий пішак · c3 білий кінь · d2 білий пішак · e2 чорний пішак · e1 чорна тура · g1 чорний слон | d8 білий слон · g8 білий ферзь · d7 чорний пішак · d6 чорний пішак · e6 чорна тура · f6 чорний пішак · h6 білий король · b5 чорний пішак · c5 чорний пішак · d5 білий кінь · f5 чорний пішак · h5 біла тура · d4 чорний король · e4 білий слон · f4 білий пішак · b3 білий пішак · c3 білий кінь · d2 білий пішак · e2 чорний пішак · e1 чорна тура · g1 чорний слон | d8 білий слон · g8 білий ферзь · d7 чорний пішак · d6 чорний пішак · e6 чорна тура · f6 чорний пішак · h6 білий король · b5 чорний пішак · c5 чорний пішак · d5 білий кінь · f5 чорний пішак · h5 біла тура · d4 чорний король · e4 білий слон · f4 білий пішак · b3 білий пішак · c3 білий кінь · d2 білий пішак · e2 чорний пішак · e1 чорна тура · g1 чорний слон | d8 білий слон · g8 білий ферзь · d7 чорний пішак · d6 чорний пішак · e6 чорна тура · f6 чорний пішак · h6 білий король · b5 чорний пішак · c5 чорний пішак · d5 білий кінь · f5 чорний пішак · h5 біла тура · d4 чорний король · e4 білий слон · f4 білий пішак · b3 білий пішак · c3 білий кінь · d2 білий пішак · e2 чорний пішак · e1 чорна тура · g1 чорний слон | d8 білий слон · g8 білий ферзь · d7 чорний пішак · d6 чорний пішак · e6 чорна тура · f6 чорний пішак · h6 білий король · b5 чорний пішак · c5 чорний пішак · d5 білий кінь · f5 чорний пішак · h5 біла тура · d4 чорний король · e4 білий слон · f4 білий пішак · b3 білий пішак · c3 білий кінь · d2 білий пішак · e2 чорний пішак · e1 чорна тура · g1 чорний слон | d8 білий слон · g8 білий ферзь · d7 чорний пішак · d6 чорний пішак · e6 чорна тура · f6 чорний пішак · h6 білий король · b5 чорний пішак · c5 чорний пішак · d5 білий кінь · f5 чорний пішак · h5 біла тура · d4 чорний король · e4 білий слон · f4 білий пішак · b3 білий пішак · c3 білий кінь · d2 білий пішак · e2 чорний пішак · e1 чорна тура · g1 чорний слон | d8 білий слон · g8 білий ферзь · d7 чорний пішак · d6 чорний пішак · e6 чорна тура · f6 чорний пішак · h6 білий король · b5 чорний пішак · c5 чорний пішак · d5 білий кінь · f5 чорний пішак · h5 біла тура · d4 чорний король · e4 білий слон · f4 білий пішак · b3 білий пішак · c3 білий кінь · d2 білий пішак · e2 чорний пішак · e1 чорна тура · g1 чорний слон | 3 |
| 2 | d8 білий слон · g8 білий ферзь · d7 чорний пішак · d6 чорний пішак · e6 чорна тура · f6 чорний пішак · h6 білий король · b5 чорний пішак · c5 чорний пішак · d5 білий кінь · f5 чорний пішак · h5 біла тура · d4 чорний король · e4 білий слон · f4 білий пішак · b3 білий пішак · c3 білий кінь · d2 білий пішак · e2 чорний пішак · e1 чорна тура · g1 чорний слон | d8 білий слон · g8 білий ферзь · d7 чорний пішак · d6 чорний пішак · e6 чорна тура · f6 чорний пішак · h6 білий король · b5 чорний пішак · c5 чорний пішак · d5 білий кінь · f5 чорний пішак · h5 біла тура · d4 чорний король · e4 білий слон · f4 білий пішак · b3 білий пішак · c3 білий кінь · d2 білий пішак · e2 чорний пішак · e1 чорна тура · g1 чорний слон | d8 білий слон · g8 білий ферзь · d7 чорний пішак · d6 чорний пішак · e6 чорна тура · f6 чорний пішак · h6 білий король · b5 чорний пішак · c5 чорний пішак · d5 білий кінь · f5 чорний пішак · h5 біла тура · d4 чорний король · e4 білий слон · f4 білий пішак · b3 білий пішак · c3 білий кінь · d2 білий пішак · e2 чорний пішак · e1 чорна тура · g1 чорний слон | d8 білий слон · g8 білий ферзь · d7 чорний пішак · d6 чорний пішак · e6 чорна тура · f6 чорний пішак · h6 білий король · b5 чорний пішак · c5 чорний пішак · d5 білий кінь · f5 чорний пішак · h5 біла тура · d4 чорний король · e4 білий слон · f4 білий пішак · b3 білий пішак · c3 білий кінь · d2 білий пішак · e2 чорний пішак · e1 чорна тура · g1 чорний слон | d8 білий слон · g8 білий ферзь · d7 чорний пішак · d6 чорний пішак · e6 чорна тура · f6 чорний пішак · h6 білий король · b5 чорний пішак · c5 чорний пішак · d5 білий кінь · f5 чорний пішак · h5 біла тура · d4 чорний король · e4 білий слон · f4 білий пішак · b3 білий пішак · c3 білий кінь · d2 білий пішак · e2 чорний пішак · e1 чорна тура · g1 чорний слон | d8 білий слон · g8 білий ферзь · d7 чорний пішак · d6 чорний пішак · e6 чорна тура · f6 чорний пішак · h6 білий король · b5 чорний пішак · c5 чорний пішак · d5 білий кінь · f5 чорний пішак · h5 біла тура · d4 чорний король · e4 білий слон · f4 білий пішак · b3 білий пішак · c3 білий кінь · d2 білий пішак · e2 чорний пішак · e1 чорна тура · g1 чорний слон | d8 білий слон · g8 білий ферзь · d7 чорний пішак · d6 чорний пішак · e6 чорна тура · f6 чорний пішак · h6 білий король · b5 чорний пішак · c5 чорний пішак · d5 білий кінь · f5 чорний пішак · h5 біла тура · d4 чорний король · e4 білий слон · f4 білий пішак · b3 білий пішак · c3 білий кінь · d2 білий пішак · e2 чорний пішак · e1 чорна тура · g1 чорний слон | d8 білий слон · g8 білий ферзь · d7 чорний пішак · d6 чорний пішак · e6 чорна тура · f6 чорний пішак · h6 білий король · b5 чорний пішак · c5 чорний пішак · d5 білий кінь · f5 чорний пішак · h5 біла тура · d4 чорний король · e4 білий слон · f4 білий пішак · b3 білий пішак · c3 білий кінь · d2 білий пішак · e2 чорний пішак · e1 чорна тура · g1 чорний слон | 2 |
| 1 | d8 білий слон · g8 білий ферзь · d7 чорний пішак · d6 чорний пішак · e6 чорна тура · f6 чорний пішак · h6 білий король · b5 чорний пішак · c5 чорний пішак · d5 білий кінь · f5 чорний пішак · h5 біла тура · d4 чорний король · e4 білий слон · f4 білий пішак · b3 білий пішак · c3 білий кінь · d2 білий пішак · e2 чорний пішак · e1 чорна тура · g1 чорний слон | d8 білий слон · g8 білий ферзь · d7 чорний пішак · d6 чорний пішак · e6 чорна тура · f6 чорний пішак · h6 білий король · b5 чорний пішак · c5 чорний пішак · d5 білий кінь · f5 чорний пішак · h5 біла тура · d4 чорний король · e4 білий слон · f4 білий пішак · b3 білий пішак · c3 білий кінь · d2 білий пішак · e2 чорний пішак · e1 чорна тура · g1 чорний слон | d8 білий слон · g8 білий ферзь · d7 чорний пішак · d6 чорний пішак · e6 чорна тура · f6 чорний пішак · h6 білий король · b5 чорний пішак · c5 чорний пішак · d5 білий кінь · f5 чорний пішак · h5 біла тура · d4 чорний король · e4 білий слон · f4 білий пішак · b3 білий пішак · c3 білий кінь · d2 білий пішак · e2 чорний пішак · e1 чорна тура · g1 чорний слон | d8 білий слон · g8 білий ферзь · d7 чорний пішак · d6 чорний пішак · e6 чорна тура · f6 чорний пішак · h6 білий король · b5 чорний пішак · c5 чорний пішак · d5 білий кінь · f5 чорний пішак · h5 біла тура · d4 чорний король · e4 білий слон · f4 білий пішак · b3 білий пішак · c3 білий кінь · d2 білий пішак · e2 чорний пішак · e1 чорна тура · g1 чорний слон | d8 білий слон · g8 білий ферзь · d7 чорний пішак · d6 чорний пішак · e6 чорна тура · f6 чорний пішак · h6 білий король · b5 чорний пішак · c5 чорний пішак · d5 білий кінь · f5 чорний пішак · h5 біла тура · d4 чорний король · e4 білий слон · f4 білий пішак · b3 білий пішак · c3 білий кінь · d2 білий пішак · e2 чорний пішак · e1 чорна тура · g1 чорний слон | d8 білий слон · g8 білий ферзь · d7 чорний пішак · d6 чорний пішак · e6 чорна тура · f6 чорний пішак · h6 білий король · b5 чорний пішак · c5 чорний пішак · d5 білий кінь · f5 чорний пішак · h5 біла тура · d4 чорний король · e4 білий слон · f4 білий пішак · b3 білий пішак · c3 білий кінь · d2 білий пішак · e2 чорний пішак · e1 чорна тура · g1 чорний слон | d8 білий слон · g8 білий ферзь · d7 чорний пішак · d6 чорний пішак · e6 чорна тура · f6 чорний пішак · h6 білий король · b5 чорний пішак · c5 чорний пішак · d5 білий кінь · f5 чорний пішак · h5 біла тура · d4 чорний король · e4 білий слон · f4 білий пішак · b3 білий пішак · c3 білий кінь · d2 білий пішак · e2 чорний пішак · e1 чорна тура · g1 чорний слон | d8 білий слон · g8 білий ферзь · d7 чорний пішак · d6 чорний пішак · e6 чорна тура · f6 чорний пішак · h6 білий король · b5 чорний пішак · c5 чорний пішак · d5 білий кінь · f5 чорний пішак · h5 біла тура · d4 чорний король · e4 білий слон · f4 білий пішак · b3 білий пішак · c3 білий кінь · d2 білий пішак · e2 чорний пішак · e1 чорна тура · g1 чорний слон | 1 |
|   | a | b | c | d | e | f | g | h |   |

FEN: 3B2Q1/3p4/3prp1K/1ppN1p1R/3kBP2/1PN5/3Pp3/4r1b1

1. Qg3? ~ 2. Qd3#
1. … fe   2. Sb5#, 1. … Re4!
1. Rh3? ~ 2. Rd3#
1. … Re4 2. Sb5#, 1. … fe!
1. Sxf6! ~ 2. Sb5#
1. … fe   2. Rd5#
1. … Re4 2. Qd5#
- — - — - — -
1. … c4 2. Bb6#
У двох фазах хибних слідів пройшло чергування функцій ходів (захист у варіанті хибного сліду — спростування хибного ходу). Додатково у дійсній грі на ходи, які створювали варіанти гри в хибних слідах, пройшла зміна матів.

## Циклічна форма теми
Алгоритм циклічної форми теми:
1. X? 1. … a 2. A #, 1. … b!
1. Y? 1. … b 2. A #, 1. … c!
1. Z? 1. … c 2. A #, 1. … a!
1. Q!
|   | a | b | c | d | e | f | g | h |   |
| 8 | a8 чорний слон · d8 білий король · a7 чорний пішак · e7 білий пішак · f7 чорний пішак · a6 білий ферзь · d6 білий пішак · f6 чорний пішак · c5 білий слон · d5 чорний король · d4 білий кінь · e4 білий кінь · f4 білий пішак · a3 чорний пішак · c3 чорний кінь · b2 білий пішак · c2 білий пішак · e2 біла тура · e1 чорний слон | a8 чорний слон · d8 білий король · a7 чорний пішак · e7 білий пішак · f7 чорний пішак · a6 білий ферзь · d6 білий пішак · f6 чорний пішак · c5 білий слон · d5 чорний король · d4 білий кінь · e4 білий кінь · f4 білий пішак · a3 чорний пішак · c3 чорний кінь · b2 білий пішак · c2 білий пішак · e2 біла тура · e1 чорний слон | a8 чорний слон · d8 білий король · a7 чорний пішак · e7 білий пішак · f7 чорний пішак · a6 білий ферзь · d6 білий пішак · f6 чорний пішак · c5 білий слон · d5 чорний король · d4 білий кінь · e4 білий кінь · f4 білий пішак · a3 чорний пішак · c3 чорний кінь · b2 білий пішак · c2 білий пішак · e2 біла тура · e1 чорний слон | a8 чорний слон · d8 білий король · a7 чорний пішак · e7 білий пішак · f7 чорний пішак · a6 білий ферзь · d6 білий пішак · f6 чорний пішак · c5 білий слон · d5 чорний король · d4 білий кінь · e4 білий кінь · f4 білий пішак · a3 чорний пішак · c3 чорний кінь · b2 білий пішак · c2 білий пішак · e2 біла тура · e1 чорний слон | a8 чорний слон · d8 білий король · a7 чорний пішак · e7 білий пішак · f7 чорний пішак · a6 білий ферзь · d6 білий пішак · f6 чорний пішак · c5 білий слон · d5 чорний король · d4 білий кінь · e4 білий кінь · f4 білий пішак · a3 чорний пішак · c3 чорний кінь · b2 білий пішак · c2 білий пішак · e2 біла тура · e1 чорний слон | a8 чорний слон · d8 білий король · a7 чорний пішак · e7 білий пішак · f7 чорний пішак · a6 білий ферзь · d6 білий пішак · f6 чорний пішак · c5 білий слон · d5 чорний король · d4 білий кінь · e4 білий кінь · f4 білий пішак · a3 чорний пішак · c3 чорний кінь · b2 білий пішак · c2 білий пішак · e2 біла тура · e1 чорний слон | a8 чорний слон · d8 білий король · a7 чорний пішак · e7 білий пішак · f7 чорний пішак · a6 білий ферзь · d6 білий пішак · f6 чорний пішак · c5 білий слон · d5 чорний король · d4 білий кінь · e4 білий кінь · f4 білий пішак · a3 чорний пішак · c3 чорний кінь · b2 білий пішак · c2 білий пішак · e2 біла тура · e1 чорний слон | a8 чорний слон · d8 білий король · a7 чорний пішак · e7 білий пішак · f7 чорний пішак · a6 білий ферзь · d6 білий пішак · f6 чорний пішак · c5 білий слон · d5 чорний король · d4 білий кінь · e4 білий кінь · f4 білий пішак · a3 чорний пішак · c3 чорний кінь · b2 білий пішак · c2 білий пішак · e2 біла тура · e1 чорний слон | 8 |
| 7 | a8 чорний слон · d8 білий король · a7 чорний пішак · e7 білий пішак · f7 чорний пішак · a6 білий ферзь · d6 білий пішак · f6 чорний пішак · c5 білий слон · d5 чорний король · d4 білий кінь · e4 білий кінь · f4 білий пішак · a3 чорний пішак · c3 чорний кінь · b2 білий пішак · c2 білий пішак · e2 біла тура · e1 чорний слон | a8 чорний слон · d8 білий король · a7 чорний пішак · e7 білий пішак · f7 чорний пішак · a6 білий ферзь · d6 білий пішак · f6 чорний пішак · c5 білий слон · d5 чорний король · d4 білий кінь · e4 білий кінь · f4 білий пішак · a3 чорний пішак · c3 чорний кінь · b2 білий пішак · c2 білий пішак · e2 біла тура · e1 чорний слон | a8 чорний слон · d8 білий король · a7 чорний пішак · e7 білий пішак · f7 чорний пішак · a6 білий ферзь · d6 білий пішак · f6 чорний пішак · c5 білий слон · d5 чорний король · d4 білий кінь · e4 білий кінь · f4 білий пішак · a3 чорний пішак · c3 чорний кінь · b2 білий пішак · c2 білий пішак · e2 біла тура · e1 чорний слон | a8 чорний слон · d8 білий король · a7 чорний пішак · e7 білий пішак · f7 чорний пішак · a6 білий ферзь · d6 білий пішак · f6 чорний пішак · c5 білий слон · d5 чорний король · d4 білий кінь · e4 білий кінь · f4 білий пішак · a3 чорний пішак · c3 чорний кінь · b2 білий пішак · c2 білий пішак · e2 біла тура · e1 чорний слон | a8 чорний слон · d8 білий король · a7 чорний пішак · e7 білий пішак · f7 чорний пішак · a6 білий ферзь · d6 білий пішак · f6 чорний пішак · c5 білий слон · d5 чорний король · d4 білий кінь · e4 білий кінь · f4 білий пішак · a3 чорний пішак · c3 чорний кінь · b2 білий пішак · c2 білий пішак · e2 біла тура · e1 чорний слон | a8 чорний слон · d8 білий король · a7 чорний пішак · e7 білий пішак · f7 чорний пішак · a6 білий ферзь · d6 білий пішак · f6 чорний пішак · c5 білий слон · d5 чорний король · d4 білий кінь · e4 білий кінь · f4 білий пішак · a3 чорний пішак · c3 чорний кінь · b2 білий пішак · c2 білий пішак · e2 біла тура · e1 чорний слон | a8 чорний слон · d8 білий король · a7 чорний пішак · e7 білий пішак · f7 чорний пішак · a6 білий ферзь · d6 білий пішак · f6 чорний пішак · c5 білий слон · d5 чорний король · d4 білий кінь · e4 білий кінь · f4 білий пішак · a3 чорний пішак · c3 чорний кінь · b2 білий пішак · c2 білий пішак · e2 біла тура · e1 чорний слон | a8 чорний слон · d8 білий король · a7 чорний пішак · e7 білий пішак · f7 чорний пішак · a6 білий ферзь · d6 білий пішак · f6 чорний пішак · c5 білий слон · d5 чорний король · d4 білий кінь · e4 білий кінь · f4 білий пішак · a3 чорний пішак · c3 чорний кінь · b2 білий пішак · c2 білий пішак · e2 біла тура · e1 чорний слон | 7 |
| 6 | a8 чорний слон · d8 білий король · a7 чорний пішак · e7 білий пішак · f7 чорний пішак · a6 білий ферзь · d6 білий пішак · f6 чорний пішак · c5 білий слон · d5 чорний король · d4 білий кінь · e4 білий кінь · f4 білий пішак · a3 чорний пішак · c3 чорний кінь · b2 білий пішак · c2 білий пішак · e2 біла тура · e1 чорний слон | a8 чорний слон · d8 білий король · a7 чорний пішак · e7 білий пішак · f7 чорний пішак · a6 білий ферзь · d6 білий пішак · f6 чорний пішак · c5 білий слон · d5 чорний король · d4 білий кінь · e4 білий кінь · f4 білий пішак · a3 чорний пішак · c3 чорний кінь · b2 білий пішак · c2 білий пішак · e2 біла тура · e1 чорний слон | a8 чорний слон · d8 білий король · a7 чорний пішак · e7 білий пішак · f7 чорний пішак · a6 білий ферзь · d6 білий пішак · f6 чорний пішак · c5 білий слон · d5 чорний король · d4 білий кінь · e4 білий кінь · f4 білий пішак · a3 чорний пішак · c3 чорний кінь · b2 білий пішак · c2 білий пішак · e2 біла тура · e1 чорний слон | a8 чорний слон · d8 білий король · a7 чорний пішак · e7 білий пішак · f7 чорний пішак · a6 білий ферзь · d6 білий пішак · f6 чорний пішак · c5 білий слон · d5 чорний король · d4 білий кінь · e4 білий кінь · f4 білий пішак · a3 чорний пішак · c3 чорний кінь · b2 білий пішак · c2 білий пішак · e2 біла тура · e1 чорний слон | a8 чорний слон · d8 білий король · a7 чорний пішак · e7 білий пішак · f7 чорний пішак · a6 білий ферзь · d6 білий пішак · f6 чорний пішак · c5 білий слон · d5 чорний король · d4 білий кінь · e4 білий кінь · f4 білий пішак · a3 чорний пішак · c3 чорний кінь · b2 білий пішак · c2 білий пішак · e2 біла тура · e1 чорний слон | a8 чорний слон · d8 білий король · a7 чорний пішак · e7 білий пішак · f7 чорний пішак · a6 білий ферзь · d6 білий пішак · f6 чорний пішак · c5 білий слон · d5 чорний король · d4 білий кінь · e4 білий кінь · f4 білий пішак · a3 чорний пішак · c3 чорний кінь · b2 білий пішак · c2 білий пішак · e2 біла тура · e1 чорний слон | a8 чорний слон · d8 білий король · a7 чорний пішак · e7 білий пішак · f7 чорний пішак · a6 білий ферзь · d6 білий пішак · f6 чорний пішак · c5 білий слон · d5 чорний король · d4 білий кінь · e4 білий кінь · f4 білий пішак · a3 чорний пішак · c3 чорний кінь · b2 білий пішак · c2 білий пішак · e2 біла тура · e1 чорний слон | a8 чорний слон · d8 білий король · a7 чорний пішак · e7 білий пішак · f7 чорний пішак · a6 білий ферзь · d6 білий пішак · f6 чорний пішак · c5 білий слон · d5 чорний король · d4 білий кінь · e4 білий кінь · f4 білий пішак · a3 чорний пішак · c3 чорний кінь · b2 білий пішак · c2 білий пішак · e2 біла тура · e1 чорний слон | 6 |
| 5 | a8 чорний слон · d8 білий король · a7 чорний пішак · e7 білий пішак · f7 чорний пішак · a6 білий ферзь · d6 білий пішак · f6 чорний пішак · c5 білий слон · d5 чорний король · d4 білий кінь · e4 білий кінь · f4 білий пішак · a3 чорний пішак · c3 чорний кінь · b2 білий пішак · c2 білий пішак · e2 біла тура · e1 чорний слон | a8 чорний слон · d8 білий король · a7 чорний пішак · e7 білий пішак · f7 чорний пішак · a6 білий ферзь · d6 білий пішак · f6 чорний пішак · c5 білий слон · d5 чорний король · d4 білий кінь · e4 білий кінь · f4 білий пішак · a3 чорний пішак · c3 чорний кінь · b2 білий пішак · c2 білий пішак · e2 біла тура · e1 чорний слон | a8 чорний слон · d8 білий король · a7 чорний пішак · e7 білий пішак · f7 чорний пішак · a6 білий ферзь · d6 білий пішак · f6 чорний пішак · c5 білий слон · d5 чорний король · d4 білий кінь · e4 білий кінь · f4 білий пішак · a3 чорний пішак · c3 чорний кінь · b2 білий пішак · c2 білий пішак · e2 біла тура · e1 чорний слон | a8 чорний слон · d8 білий король · a7 чорний пішак · e7 білий пішак · f7 чорний пішак · a6 білий ферзь · d6 білий пішак · f6 чорний пішак · c5 білий слон · d5 чорний король · d4 білий кінь · e4 білий кінь · f4 білий пішак · a3 чорний пішак · c3 чорний кінь · b2 білий пішак · c2 білий пішак · e2 біла тура · e1 чорний слон | a8 чорний слон · d8 білий король · a7 чорний пішак · e7 білий пішак · f7 чорний пішак · a6 білий ферзь · d6 білий пішак · f6 чорний пішак · c5 білий слон · d5 чорний король · d4 білий кінь · e4 білий кінь · f4 білий пішак · a3 чорний пішак · c3 чорний кінь · b2 білий пішак · c2 білий пішак · e2 біла тура · e1 чорний слон | a8 чорний слон · d8 білий король · a7 чорний пішак · e7 білий пішак · f7 чорний пішак · a6 білий ферзь · d6 білий пішак · f6 чорний пішак · c5 білий слон · d5 чорний король · d4 білий кінь · e4 білий кінь · f4 білий пішак · a3 чорний пішак · c3 чорний кінь · b2 білий пішак · c2 білий пішак · e2 біла тура · e1 чорний слон | a8 чорний слон · d8 білий король · a7 чорний пішак · e7 білий пішак · f7 чорний пішак · a6 білий ферзь · d6 білий пішак · f6 чорний пішак · c5 білий слон · d5 чорний король · d4 білий кінь · e4 білий кінь · f4 білий пішак · a3 чорний пішак · c3 чорний кінь · b2 білий пішак · c2 білий пішак · e2 біла тура · e1 чорний слон | a8 чорний слон · d8 білий король · a7 чорний пішак · e7 білий пішак · f7 чорний пішак · a6 білий ферзь · d6 білий пішак · f6 чорний пішак · c5 білий слон · d5 чорний король · d4 білий кінь · e4 білий кінь · f4 білий пішак · a3 чорний пішак · c3 чорний кінь · b2 білий пішак · c2 білий пішак · e2 біла тура · e1 чорний слон | 5 |
| 4 | a8 чорний слон · d8 білий король · a7 чорний пішак · e7 білий пішак · f7 чорний пішак · a6 білий ферзь · d6 білий пішак · f6 чорний пішак · c5 білий слон · d5 чорний король · d4 білий кінь · e4 білий кінь · f4 білий пішак · a3 чорний пішак · c3 чорний кінь · b2 білий пішак · c2 білий пішак · e2 біла тура · e1 чорний слон | a8 чорний слон · d8 білий король · a7 чорний пішак · e7 білий пішак · f7 чорний пішак · a6 білий ферзь · d6 білий пішак · f6 чорний пішак · c5 білий слон · d5 чорний король · d4 білий кінь · e4 білий кінь · f4 білий пішак · a3 чорний пішак · c3 чорний кінь · b2 білий пішак · c2 білий пішак · e2 біла тура · e1 чорний слон | a8 чорний слон · d8 білий король · a7 чорний пішак · e7 білий пішак · f7 чорний пішак · a6 білий ферзь · d6 білий пішак · f6 чорний пішак · c5 білий слон · d5 чорний король · d4 білий кінь · e4 білий кінь · f4 білий пішак · a3 чорний пішак · c3 чорний кінь · b2 білий пішак · c2 білий пішак · e2 біла тура · e1 чорний слон | a8 чорний слон · d8 білий король · a7 чорний пішак · e7 білий пішак · f7 чорний пішак · a6 білий ферзь · d6 білий пішак · f6 чорний пішак · c5 білий слон · d5 чорний король · d4 білий кінь · e4 білий кінь · f4 білий пішак · a3 чорний пішак · c3 чорний кінь · b2 білий пішак · c2 білий пішак · e2 біла тура · e1 чорний слон | a8 чорний слон · d8 білий король · a7 чорний пішак · e7 білий пішак · f7 чорний пішак · a6 білий ферзь · d6 білий пішак · f6 чорний пішак · c5 білий слон · d5 чорний король · d4 білий кінь · e4 білий кінь · f4 білий пішак · a3 чорний пішак · c3 чорний кінь · b2 білий пішак · c2 білий пішак · e2 біла тура · e1 чорний слон | a8 чорний слон · d8 білий король · a7 чорний пішак · e7 білий пішак · f7 чорний пішак · a6 білий ферзь · d6 білий пішак · f6 чорний пішак · c5 білий слон · d5 чорний король · d4 білий кінь · e4 білий кінь · f4 білий пішак · a3 чорний пішак · c3 чорний кінь · b2 білий пішак · c2 білий пішак · e2 біла тура · e1 чорний слон | a8 чорний слон · d8 білий король · a7 чорний пішак · e7 білий пішак · f7 чорний пішак · a6 білий ферзь · d6 білий пішак · f6 чорний пішак · c5 білий слон · d5 чорний король · d4 білий кінь · e4 білий кінь · f4 білий пішак · a3 чорний пішак · c3 чорний кінь · b2 білий пішак · c2 білий пішак · e2 біла тура · e1 чорний слон | a8 чорний слон · d8 білий король · a7 чорний пішак · e7 білий пішак · f7 чорний пішак · a6 білий ферзь · d6 білий пішак · f6 чорний пішак · c5 білий слон · d5 чорний король · d4 білий кінь · e4 білий кінь · f4 білий пішак · a3 чорний пішак · c3 чорний кінь · b2 білий пішак · c2 білий пішак · e2 біла тура · e1 чорний слон | 4 |
| 3 | a8 чорний слон · d8 білий король · a7 чорний пішак · e7 білий пішак · f7 чорний пішак · a6 білий ферзь · d6 білий пішак · f6 чорний пішак · c5 білий слон · d5 чорний король · d4 білий кінь · e4 білий кінь · f4 білий пішак · a3 чорний пішак · c3 чорний кінь · b2 білий пішак · c2 білий пішак · e2 біла тура · e1 чорний слон | a8 чорний слон · d8 білий король · a7 чорний пішак · e7 білий пішак · f7 чорний пішак · a6 білий ферзь · d6 білий пішак · f6 чорний пішак · c5 білий слон · d5 чорний король · d4 білий кінь · e4 білий кінь · f4 білий пішак · a3 чорний пішак · c3 чорний кінь · b2 білий пішак · c2 білий пішак · e2 біла тура · e1 чорний слон | a8 чорний слон · d8 білий король · a7 чорний пішак · e7 білий пішак · f7 чорний пішак · a6 білий ферзь · d6 білий пішак · f6 чорний пішак · c5 білий слон · d5 чорний король · d4 білий кінь · e4 білий кінь · f4 білий пішак · a3 чорний пішак · c3 чорний кінь · b2 білий пішак · c2 білий пішак · e2 біла тура · e1 чорний слон | a8 чорний слон · d8 білий король · a7 чорний пішак · e7 білий пішак · f7 чорний пішак · a6 білий ферзь · d6 білий пішак · f6 чорний пішак · c5 білий слон · d5 чорний король · d4 білий кінь · e4 білий кінь · f4 білий пішак · a3 чорний пішак · c3 чорний кінь · b2 білий пішак · c2 білий пішак · e2 біла тура · e1 чорний слон | a8 чорний слон · d8 білий король · a7 чорний пішак · e7 білий пішак · f7 чорний пішак · a6 білий ферзь · d6 білий пішак · f6 чорний пішак · c5 білий слон · d5 чорний король · d4 білий кінь · e4 білий кінь · f4 білий пішак · a3 чорний пішак · c3 чорний кінь · b2 білий пішак · c2 білий пішак · e2 біла тура · e1 чорний слон | a8 чорний слон · d8 білий король · a7 чорний пішак · e7 білий пішак · f7 чорний пішак · a6 білий ферзь · d6 білий пішак · f6 чорний пішак · c5 білий слон · d5 чорний король · d4 білий кінь · e4 білий кінь · f4 білий пішак · a3 чорний пішак · c3 чорний кінь · b2 білий пішак · c2 білий пішак · e2 біла тура · e1 чорний слон | a8 чорний слон · d8 білий король · a7 чорний пішак · e7 білий пішак · f7 чорний пішак · a6 білий ферзь · d6 білий пішак · f6 чорний пішак · c5 білий слон · d5 чорний король · d4 білий кінь · e4 білий кінь · f4 білий пішак · a3 чорний пішак · c3 чорний кінь · b2 білий пішак · c2 білий пішак · e2 біла тура · e1 чорний слон | a8 чорний слон · d8 білий король · a7 чорний пішак · e7 білий пішак · f7 чорний пішак · a6 білий ферзь · d6 білий пішак · f6 чорний пішак · c5 білий слон · d5 чорний король · d4 білий кінь · e4 білий кінь · f4 білий пішак · a3 чорний пішак · c3 чорний кінь · b2 білий пішак · c2 білий пішак · e2 біла тура · e1 чорний слон | 3 |
| 2 | a8 чорний слон · d8 білий король · a7 чорний пішак · e7 білий пішак · f7 чорний пішак · a6 білий ферзь · d6 білий пішак · f6 чорний пішак · c5 білий слон · d5 чорний король · d4 білий кінь · e4 білий кінь · f4 білий пішак · a3 чорний пішак · c3 чорний кінь · b2 білий пішак · c2 білий пішак · e2 біла тура · e1 чорний слон | a8 чорний слон · d8 білий король · a7 чорний пішак · e7 білий пішак · f7 чорний пішак · a6 білий ферзь · d6 білий пішак · f6 чорний пішак · c5 білий слон · d5 чорний король · d4 білий кінь · e4 білий кінь · f4 білий пішак · a3 чорний пішак · c3 чорний кінь · b2 білий пішак · c2 білий пішак · e2 біла тура · e1 чорний слон | a8 чорний слон · d8 білий король · a7 чорний пішак · e7 білий пішак · f7 чорний пішак · a6 білий ферзь · d6 білий пішак · f6 чорний пішак · c5 білий слон · d5 чорний король · d4 білий кінь · e4 білий кінь · f4 білий пішак · a3 чорний пішак · c3 чорний кінь · b2 білий пішак · c2 білий пішак · e2 біла тура · e1 чорний слон | a8 чорний слон · d8 білий король · a7 чорний пішак · e7 білий пішак · f7 чорний пішак · a6 білий ферзь · d6 білий пішак · f6 чорний пішак · c5 білий слон · d5 чорний король · d4 білий кінь · e4 білий кінь · f4 білий пішак · a3 чорний пішак · c3 чорний кінь · b2 білий пішак · c2 білий пішак · e2 біла тура · e1 чорний слон | a8 чорний слон · d8 білий король · a7 чорний пішак · e7 білий пішак · f7 чорний пішак · a6 білий ферзь · d6 білий пішак · f6 чорний пішак · c5 білий слон · d5 чорний король · d4 білий кінь · e4 білий кінь · f4 білий пішак · a3 чорний пішак · c3 чорний кінь · b2 білий пішак · c2 білий пішак · e2 біла тура · e1 чорний слон | a8 чорний слон · d8 білий король · a7 чорний пішак · e7 білий пішак · f7 чорний пішак · a6 білий ферзь · d6 білий пішак · f6 чорний пішак · c5 білий слон · d5 чорний король · d4 білий кінь · e4 білий кінь · f4 білий пішак · a3 чорний пішак · c3 чорний кінь · b2 білий пішак · c2 білий пішак · e2 біла тура · e1 чорний слон | a8 чорний слон · d8 білий король · a7 чорний пішак · e7 білий пішак · f7 чорний пішак · a6 білий ферзь · d6 білий пішак · f6 чорний пішак · c5 білий слон · d5 чорний король · d4 білий кінь · e4 білий кінь · f4 білий пішак · a3 чорний пішак · c3 чорний кінь · b2 білий пішак · c2 білий пішак · e2 біла тура · e1 чорний слон | a8 чорний слон · d8 білий король · a7 чорний пішак · e7 білий пішак · f7 чорний пішак · a6 білий ферзь · d6 білий пішак · f6 чорний пішак · c5 білий слон · d5 чорний король · d4 білий кінь · e4 білий кінь · f4 білий пішак · a3 чорний пішак · c3 чорний кінь · b2 білий пішак · c2 білий пішак · e2 біла тура · e1 чорний слон | 2 |
| 1 | a8 чорний слон · d8 білий король · a7 чорний пішак · e7 білий пішак · f7 чорний пішак · a6 білий ферзь · d6 білий пішак · f6 чорний пішак · c5 білий слон · d5 чорний король · d4 білий кінь · e4 білий кінь · f4 білий пішак · a3 чорний пішак · c3 чорний кінь · b2 білий пішак · c2 білий пішак · e2 біла тура · e1 чорний слон | a8 чорний слон · d8 білий король · a7 чорний пішак · e7 білий пішак · f7 чорний пішак · a6 білий ферзь · d6 білий пішак · f6 чорний пішак · c5 білий слон · d5 чорний король · d4 білий кінь · e4 білий кінь · f4 білий пішак · a3 чорний пішак · c3 чорний кінь · b2 білий пішак · c2 білий пішак · e2 біла тура · e1 чорний слон | a8 чорний слон · d8 білий король · a7 чорний пішак · e7 білий пішак · f7 чорний пішак · a6 білий ферзь · d6 білий пішак · f6 чорний пішак · c5 білий слон · d5 чорний король · d4 білий кінь · e4 білий кінь · f4 білий пішак · a3 чорний пішак · c3 чорний кінь · b2 білий пішак · c2 білий пішак · e2 біла тура · e1 чорний слон | a8 чорний слон · d8 білий король · a7 чорний пішак · e7 білий пішак · f7 чорний пішак · a6 білий ферзь · d6 білий пішак · f6 чорний пішак · c5 білий слон · d5 чорний король · d4 білий кінь · e4 білий кінь · f4 білий пішак · a3 чорний пішак · c3 чорний кінь · b2 білий пішак · c2 білий пішак · e2 біла тура · e1 чорний слон | a8 чорний слон · d8 білий король · a7 чорний пішак · e7 білий пішак · f7 чорний пішак · a6 білий ферзь · d6 білий пішак · f6 чорний пішак · c5 білий слон · d5 чорний король · d4 білий кінь · e4 білий кінь · f4 білий пішак · a3 чорний пішак · c3 чорний кінь · b2 білий пішак · c2 білий пішак · e2 біла тура · e1 чорний слон | a8 чорний слон · d8 білий король · a7 чорний пішак · e7 білий пішак · f7 чорний пішак · a6 білий ферзь · d6 білий пішак · f6 чорний пішак · c5 білий слон · d5 чорний король · d4 білий кінь · e4 білий кінь · f4 білий пішак · a3 чорний пішак · c3 чорний кінь · b2 білий пішак · c2 білий пішак · e2 біла тура · e1 чорний слон | a8 чорний слон · d8 білий король · a7 чорний пішак · e7 білий пішак · f7 чорний пішак · a6 білий ферзь · d6 білий пішак · f6 чорний пішак · c5 білий слон · d5 чорний король · d4 білий кінь · e4 білий кінь · f4 білий пішак · a3 чорний пішак · c3 чорний кінь · b2 білий пішак · c2 білий пішак · e2 біла тура · e1 чорний слон | a8 чорний слон · d8 білий король · a7 чорний пішак · e7 білий пішак · f7 чорний пішак · a6 білий ферзь · d6 білий пішак · f6 чорний пішак · c5 білий слон · d5 чорний король · d4 білий кінь · e4 білий кінь · f4 білий пішак · a3 чорний пішак · c3 чорний кінь · b2 білий пішак · c2 білий пішак · e2 біла тура · e1 чорний слон | 1 |
|   | a | b | c | d | e | f | g | h |   |

b2K4/p3Pp2/Q2P1p2/2Bk4/3NNP2/p1n5/1PP1R3/4b3

1. b3? ~ 2. Qc4#
1. … Sb5 2. c4#, 1. … Sxe4 2. Qc4#, 1. … Sxe2!
 1. e8Q? ~ 2. Qf7#
1. … Sxe2 2. c4#, 1. … Sb5 2. Qf7#, 1. … Sxe4!
1. b4? ~ 2. Sxf6#
1. … Sxe4 2. c4#, 1. … Sxe2 2. Sxf6#, 1. … Sb5!
 1. Bxa7! ~ 2. Sxf6#
1. … Sb5 2. Qb5#
1. … Sxe4 2. c4#
1. … Bc6 2. Qxc6#
Пройшло у трьох фазах хибних слідів циклічне чергування функцій ходів (захист у варіанті — спростування хибного ходу).

## Синтез з іншими темами
Специфіка алгоритму вираження теми дозволяє синтезувати її з іншими ідеями.
|   | a | b | c | d | e | f | g | h |   |
| 8 | d8 біла тура · c7 білий слон · e7 білий король · a6 чорний пішак · e6 білий пішак · a5 біла тура · b5 чорний пішак · c5 білий кінь · d5 білий пішак · e5 білий пішак · d4 чорний король · e4 білий кінь · g4 чорний пішак · h4 білий ферзь · b3 білий пішак · e3 чорний пішак · g3 білий пішак · h3 білий пішак · e2 білий пішак · b1 білий слон | d8 біла тура · c7 білий слон · e7 білий король · a6 чорний пішак · e6 білий пішак · a5 біла тура · b5 чорний пішак · c5 білий кінь · d5 білий пішак · e5 білий пішак · d4 чорний король · e4 білий кінь · g4 чорний пішак · h4 білий ферзь · b3 білий пішак · e3 чорний пішак · g3 білий пішак · h3 білий пішак · e2 білий пішак · b1 білий слон | d8 біла тура · c7 білий слон · e7 білий король · a6 чорний пішак · e6 білий пішак · a5 біла тура · b5 чорний пішак · c5 білий кінь · d5 білий пішак · e5 білий пішак · d4 чорний король · e4 білий кінь · g4 чорний пішак · h4 білий ферзь · b3 білий пішак · e3 чорний пішак · g3 білий пішак · h3 білий пішак · e2 білий пішак · b1 білий слон | d8 біла тура · c7 білий слон · e7 білий король · a6 чорний пішак · e6 білий пішак · a5 біла тура · b5 чорний пішак · c5 білий кінь · d5 білий пішак · e5 білий пішак · d4 чорний король · e4 білий кінь · g4 чорний пішак · h4 білий ферзь · b3 білий пішак · e3 чорний пішак · g3 білий пішак · h3 білий пішак · e2 білий пішак · b1 білий слон | d8 біла тура · c7 білий слон · e7 білий король · a6 чорний пішак · e6 білий пішак · a5 біла тура · b5 чорний пішак · c5 білий кінь · d5 білий пішак · e5 білий пішак · d4 чорний король · e4 білий кінь · g4 чорний пішак · h4 білий ферзь · b3 білий пішак · e3 чорний пішак · g3 білий пішак · h3 білий пішак · e2 білий пішак · b1 білий слон | d8 біла тура · c7 білий слон · e7 білий король · a6 чорний пішак · e6 білий пішак · a5 біла тура · b5 чорний пішак · c5 білий кінь · d5 білий пішак · e5 білий пішак · d4 чорний король · e4 білий кінь · g4 чорний пішак · h4 білий ферзь · b3 білий пішак · e3 чорний пішак · g3 білий пішак · h3 білий пішак · e2 білий пішак · b1 білий слон | d8 біла тура · c7 білий слон · e7 білий король · a6 чорний пішак · e6 білий пішак · a5 біла тура · b5 чорний пішак · c5 білий кінь · d5 білий пішак · e5 білий пішак · d4 чорний король · e4 білий кінь · g4 чорний пішак · h4 білий ферзь · b3 білий пішак · e3 чорний пішак · g3 білий пішак · h3 білий пішак · e2 білий пішак · b1 білий слон | d8 біла тура · c7 білий слон · e7 білий король · a6 чорний пішак · e6 білий пішак · a5 біла тура · b5 чорний пішак · c5 білий кінь · d5 білий пішак · e5 білий пішак · d4 чорний король · e4 білий кінь · g4 чорний пішак · h4 білий ферзь · b3 білий пішак · e3 чорний пішак · g3 білий пішак · h3 білий пішак · e2 білий пішак · b1 білий слон | 8 |
| 7 | d8 біла тура · c7 білий слон · e7 білий король · a6 чорний пішак · e6 білий пішак · a5 біла тура · b5 чорний пішак · c5 білий кінь · d5 білий пішак · e5 білий пішак · d4 чорний король · e4 білий кінь · g4 чорний пішак · h4 білий ферзь · b3 білий пішак · e3 чорний пішак · g3 білий пішак · h3 білий пішак · e2 білий пішак · b1 білий слон | d8 біла тура · c7 білий слон · e7 білий король · a6 чорний пішак · e6 білий пішак · a5 біла тура · b5 чорний пішак · c5 білий кінь · d5 білий пішак · e5 білий пішак · d4 чорний король · e4 білий кінь · g4 чорний пішак · h4 білий ферзь · b3 білий пішак · e3 чорний пішак · g3 білий пішак · h3 білий пішак · e2 білий пішак · b1 білий слон | d8 біла тура · c7 білий слон · e7 білий король · a6 чорний пішак · e6 білий пішак · a5 біла тура · b5 чорний пішак · c5 білий кінь · d5 білий пішак · e5 білий пішак · d4 чорний король · e4 білий кінь · g4 чорний пішак · h4 білий ферзь · b3 білий пішак · e3 чорний пішак · g3 білий пішак · h3 білий пішак · e2 білий пішак · b1 білий слон | d8 біла тура · c7 білий слон · e7 білий король · a6 чорний пішак · e6 білий пішак · a5 біла тура · b5 чорний пішак · c5 білий кінь · d5 білий пішак · e5 білий пішак · d4 чорний король · e4 білий кінь · g4 чорний пішак · h4 білий ферзь · b3 білий пішак · e3 чорний пішак · g3 білий пішак · h3 білий пішак · e2 білий пішак · b1 білий слон | d8 біла тура · c7 білий слон · e7 білий король · a6 чорний пішак · e6 білий пішак · a5 біла тура · b5 чорний пішак · c5 білий кінь · d5 білий пішак · e5 білий пішак · d4 чорний король · e4 білий кінь · g4 чорний пішак · h4 білий ферзь · b3 білий пішак · e3 чорний пішак · g3 білий пішак · h3 білий пішак · e2 білий пішак · b1 білий слон | d8 біла тура · c7 білий слон · e7 білий король · a6 чорний пішак · e6 білий пішак · a5 біла тура · b5 чорний пішак · c5 білий кінь · d5 білий пішак · e5 білий пішак · d4 чорний король · e4 білий кінь · g4 чорний пішак · h4 білий ферзь · b3 білий пішак · e3 чорний пішак · g3 білий пішак · h3 білий пішак · e2 білий пішак · b1 білий слон | d8 біла тура · c7 білий слон · e7 білий король · a6 чорний пішак · e6 білий пішак · a5 біла тура · b5 чорний пішак · c5 білий кінь · d5 білий пішак · e5 білий пішак · d4 чорний король · e4 білий кінь · g4 чорний пішак · h4 білий ферзь · b3 білий пішак · e3 чорний пішак · g3 білий пішак · h3 білий пішак · e2 білий пішак · b1 білий слон | d8 біла тура · c7 білий слон · e7 білий король · a6 чорний пішак · e6 білий пішак · a5 біла тура · b5 чорний пішак · c5 білий кінь · d5 білий пішак · e5 білий пішак · d4 чорний король · e4 білий кінь · g4 чорний пішак · h4 білий ферзь · b3 білий пішак · e3 чорний пішак · g3 білий пішак · h3 білий пішак · e2 білий пішак · b1 білий слон | 7 |
| 6 | d8 біла тура · c7 білий слон · e7 білий король · a6 чорний пішак · e6 білий пішак · a5 біла тура · b5 чорний пішак · c5 білий кінь · d5 білий пішак · e5 білий пішак · d4 чорний король · e4 білий кінь · g4 чорний пішак · h4 білий ферзь · b3 білий пішак · e3 чорний пішак · g3 білий пішак · h3 білий пішак · e2 білий пішак · b1 білий слон | d8 біла тура · c7 білий слон · e7 білий король · a6 чорний пішак · e6 білий пішак · a5 біла тура · b5 чорний пішак · c5 білий кінь · d5 білий пішак · e5 білий пішак · d4 чорний король · e4 білий кінь · g4 чорний пішак · h4 білий ферзь · b3 білий пішак · e3 чорний пішак · g3 білий пішак · h3 білий пішак · e2 білий пішак · b1 білий слон | d8 біла тура · c7 білий слон · e7 білий король · a6 чорний пішак · e6 білий пішак · a5 біла тура · b5 чорний пішак · c5 білий кінь · d5 білий пішак · e5 білий пішак · d4 чорний король · e4 білий кінь · g4 чорний пішак · h4 білий ферзь · b3 білий пішак · e3 чорний пішак · g3 білий пішак · h3 білий пішак · e2 білий пішак · b1 білий слон | d8 біла тура · c7 білий слон · e7 білий король · a6 чорний пішак · e6 білий пішак · a5 біла тура · b5 чорний пішак · c5 білий кінь · d5 білий пішак · e5 білий пішак · d4 чорний король · e4 білий кінь · g4 чорний пішак · h4 білий ферзь · b3 білий пішак · e3 чорний пішак · g3 білий пішак · h3 білий пішак · e2 білий пішак · b1 білий слон | d8 біла тура · c7 білий слон · e7 білий король · a6 чорний пішак · e6 білий пішак · a5 біла тура · b5 чорний пішак · c5 білий кінь · d5 білий пішак · e5 білий пішак · d4 чорний король · e4 білий кінь · g4 чорний пішак · h4 білий ферзь · b3 білий пішак · e3 чорний пішак · g3 білий пішак · h3 білий пішак · e2 білий пішак · b1 білий слон | d8 біла тура · c7 білий слон · e7 білий король · a6 чорний пішак · e6 білий пішак · a5 біла тура · b5 чорний пішак · c5 білий кінь · d5 білий пішак · e5 білий пішак · d4 чорний король · e4 білий кінь · g4 чорний пішак · h4 білий ферзь · b3 білий пішак · e3 чорний пішак · g3 білий пішак · h3 білий пішак · e2 білий пішак · b1 білий слон | d8 біла тура · c7 білий слон · e7 білий король · a6 чорний пішак · e6 білий пішак · a5 біла тура · b5 чорний пішак · c5 білий кінь · d5 білий пішак · e5 білий пішак · d4 чорний король · e4 білий кінь · g4 чорний пішак · h4 білий ферзь · b3 білий пішак · e3 чорний пішак · g3 білий пішак · h3 білий пішак · e2 білий пішак · b1 білий слон | d8 біла тура · c7 білий слон · e7 білий король · a6 чорний пішак · e6 білий пішак · a5 біла тура · b5 чорний пішак · c5 білий кінь · d5 білий пішак · e5 білий пішак · d4 чорний король · e4 білий кінь · g4 чорний пішак · h4 білий ферзь · b3 білий пішак · e3 чорний пішак · g3 білий пішак · h3 білий пішак · e2 білий пішак · b1 білий слон | 6 |
| 5 | d8 біла тура · c7 білий слон · e7 білий король · a6 чорний пішак · e6 білий пішак · a5 біла тура · b5 чорний пішак · c5 білий кінь · d5 білий пішак · e5 білий пішак · d4 чорний король · e4 білий кінь · g4 чорний пішак · h4 білий ферзь · b3 білий пішак · e3 чорний пішак · g3 білий пішак · h3 білий пішак · e2 білий пішак · b1 білий слон | d8 біла тура · c7 білий слон · e7 білий король · a6 чорний пішак · e6 білий пішак · a5 біла тура · b5 чорний пішак · c5 білий кінь · d5 білий пішак · e5 білий пішак · d4 чорний король · e4 білий кінь · g4 чорний пішак · h4 білий ферзь · b3 білий пішак · e3 чорний пішак · g3 білий пішак · h3 білий пішак · e2 білий пішак · b1 білий слон | d8 біла тура · c7 білий слон · e7 білий король · a6 чорний пішак · e6 білий пішак · a5 біла тура · b5 чорний пішак · c5 білий кінь · d5 білий пішак · e5 білий пішак · d4 чорний король · e4 білий кінь · g4 чорний пішак · h4 білий ферзь · b3 білий пішак · e3 чорний пішак · g3 білий пішак · h3 білий пішак · e2 білий пішак · b1 білий слон | d8 біла тура · c7 білий слон · e7 білий король · a6 чорний пішак · e6 білий пішак · a5 біла тура · b5 чорний пішак · c5 білий кінь · d5 білий пішак · e5 білий пішак · d4 чорний король · e4 білий кінь · g4 чорний пішак · h4 білий ферзь · b3 білий пішак · e3 чорний пішак · g3 білий пішак · h3 білий пішак · e2 білий пішак · b1 білий слон | d8 біла тура · c7 білий слон · e7 білий король · a6 чорний пішак · e6 білий пішак · a5 біла тура · b5 чорний пішак · c5 білий кінь · d5 білий пішак · e5 білий пішак · d4 чорний король · e4 білий кінь · g4 чорний пішак · h4 білий ферзь · b3 білий пішак · e3 чорний пішак · g3 білий пішак · h3 білий пішак · e2 білий пішак · b1 білий слон | d8 біла тура · c7 білий слон · e7 білий король · a6 чорний пішак · e6 білий пішак · a5 біла тура · b5 чорний пішак · c5 білий кінь · d5 білий пішак · e5 білий пішак · d4 чорний король · e4 білий кінь · g4 чорний пішак · h4 білий ферзь · b3 білий пішак · e3 чорний пішак · g3 білий пішак · h3 білий пішак · e2 білий пішак · b1 білий слон | d8 біла тура · c7 білий слон · e7 білий король · a6 чорний пішак · e6 білий пішак · a5 біла тура · b5 чорний пішак · c5 білий кінь · d5 білий пішак · e5 білий пішак · d4 чорний король · e4 білий кінь · g4 чорний пішак · h4 білий ферзь · b3 білий пішак · e3 чорний пішак · g3 білий пішак · h3 білий пішак · e2 білий пішак · b1 білий слон | d8 біла тура · c7 білий слон · e7 білий король · a6 чорний пішак · e6 білий пішак · a5 біла тура · b5 чорний пішак · c5 білий кінь · d5 білий пішак · e5 білий пішак · d4 чорний король · e4 білий кінь · g4 чорний пішак · h4 білий ферзь · b3 білий пішак · e3 чорний пішак · g3 білий пішак · h3 білий пішак · e2 білий пішак · b1 білий слон | 5 |
| 4 | d8 біла тура · c7 білий слон · e7 білий король · a6 чорний пішак · e6 білий пішак · a5 біла тура · b5 чорний пішак · c5 білий кінь · d5 білий пішак · e5 білий пішак · d4 чорний король · e4 білий кінь · g4 чорний пішак · h4 білий ферзь · b3 білий пішак · e3 чорний пішак · g3 білий пішак · h3 білий пішак · e2 білий пішак · b1 білий слон | d8 біла тура · c7 білий слон · e7 білий король · a6 чорний пішак · e6 білий пішак · a5 біла тура · b5 чорний пішак · c5 білий кінь · d5 білий пішак · e5 білий пішак · d4 чорний король · e4 білий кінь · g4 чорний пішак · h4 білий ферзь · b3 білий пішак · e3 чорний пішак · g3 білий пішак · h3 білий пішак · e2 білий пішак · b1 білий слон | d8 біла тура · c7 білий слон · e7 білий король · a6 чорний пішак · e6 білий пішак · a5 біла тура · b5 чорний пішак · c5 білий кінь · d5 білий пішак · e5 білий пішак · d4 чорний король · e4 білий кінь · g4 чорний пішак · h4 білий ферзь · b3 білий пішак · e3 чорний пішак · g3 білий пішак · h3 білий пішак · e2 білий пішак · b1 білий слон | d8 біла тура · c7 білий слон · e7 білий король · a6 чорний пішак · e6 білий пішак · a5 біла тура · b5 чорний пішак · c5 білий кінь · d5 білий пішак · e5 білий пішак · d4 чорний король · e4 білий кінь · g4 чорний пішак · h4 білий ферзь · b3 білий пішак · e3 чорний пішак · g3 білий пішак · h3 білий пішак · e2 білий пішак · b1 білий слон | d8 біла тура · c7 білий слон · e7 білий король · a6 чорний пішак · e6 білий пішак · a5 біла тура · b5 чорний пішак · c5 білий кінь · d5 білий пішак · e5 білий пішак · d4 чорний король · e4 білий кінь · g4 чорний пішак · h4 білий ферзь · b3 білий пішак · e3 чорний пішак · g3 білий пішак · h3 білий пішак · e2 білий пішак · b1 білий слон | d8 біла тура · c7 білий слон · e7 білий король · a6 чорний пішак · e6 білий пішак · a5 біла тура · b5 чорний пішак · c5 білий кінь · d5 білий пішак · e5 білий пішак · d4 чорний король · e4 білий кінь · g4 чорний пішак · h4 білий ферзь · b3 білий пішак · e3 чорний пішак · g3 білий пішак · h3 білий пішак · e2 білий пішак · b1 білий слон | d8 біла тура · c7 білий слон · e7 білий король · a6 чорний пішак · e6 білий пішак · a5 біла тура · b5 чорний пішак · c5 білий кінь · d5 білий пішак · e5 білий пішак · d4 чорний король · e4 білий кінь · g4 чорний пішак · h4 білий ферзь · b3 білий пішак · e3 чорний пішак · g3 білий пішак · h3 білий пішак · e2 білий пішак · b1 білий слон | d8 біла тура · c7 білий слон · e7 білий король · a6 чорний пішак · e6 білий пішак · a5 біла тура · b5 чорний пішак · c5 білий кінь · d5 білий пішак · e5 білий пішак · d4 чорний король · e4 білий кінь · g4 чорний пішак · h4 білий ферзь · b3 білий пішак · e3 чорний пішак · g3 білий пішак · h3 білий пішак · e2 білий пішак · b1 білий слон | 4 |
| 3 | d8 біла тура · c7 білий слон · e7 білий король · a6 чорний пішак · e6 білий пішак · a5 біла тура · b5 чорний пішак · c5 білий кінь · d5 білий пішак · e5 білий пішак · d4 чорний король · e4 білий кінь · g4 чорний пішак · h4 білий ферзь · b3 білий пішак · e3 чорний пішак · g3 білий пішак · h3 білий пішак · e2 білий пішак · b1 білий слон | d8 біла тура · c7 білий слон · e7 білий король · a6 чорний пішак · e6 білий пішак · a5 біла тура · b5 чорний пішак · c5 білий кінь · d5 білий пішак · e5 білий пішак · d4 чорний король · e4 білий кінь · g4 чорний пішак · h4 білий ферзь · b3 білий пішак · e3 чорний пішак · g3 білий пішак · h3 білий пішак · e2 білий пішак · b1 білий слон | d8 біла тура · c7 білий слон · e7 білий король · a6 чорний пішак · e6 білий пішак · a5 біла тура · b5 чорний пішак · c5 білий кінь · d5 білий пішак · e5 білий пішак · d4 чорний король · e4 білий кінь · g4 чорний пішак · h4 білий ферзь · b3 білий пішак · e3 чорний пішак · g3 білий пішак · h3 білий пішак · e2 білий пішак · b1 білий слон | d8 біла тура · c7 білий слон · e7 білий король · a6 чорний пішак · e6 білий пішак · a5 біла тура · b5 чорний пішак · c5 білий кінь · d5 білий пішак · e5 білий пішак · d4 чорний король · e4 білий кінь · g4 чорний пішак · h4 білий ферзь · b3 білий пішак · e3 чорний пішак · g3 білий пішак · h3 білий пішак · e2 білий пішак · b1 білий слон | d8 біла тура · c7 білий слон · e7 білий король · a6 чорний пішак · e6 білий пішак · a5 біла тура · b5 чорний пішак · c5 білий кінь · d5 білий пішак · e5 білий пішак · d4 чорний король · e4 білий кінь · g4 чорний пішак · h4 білий ферзь · b3 білий пішак · e3 чорний пішак · g3 білий пішак · h3 білий пішак · e2 білий пішак · b1 білий слон | d8 біла тура · c7 білий слон · e7 білий король · a6 чорний пішак · e6 білий пішак · a5 біла тура · b5 чорний пішак · c5 білий кінь · d5 білий пішак · e5 білий пішак · d4 чорний король · e4 білий кінь · g4 чорний пішак · h4 білий ферзь · b3 білий пішак · e3 чорний пішак · g3 білий пішак · h3 білий пішак · e2 білий пішак · b1 білий слон | d8 біла тура · c7 білий слон · e7 білий король · a6 чорний пішак · e6 білий пішак · a5 біла тура · b5 чорний пішак · c5 білий кінь · d5 білий пішак · e5 білий пішак · d4 чорний король · e4 білий кінь · g4 чорний пішак · h4 білий ферзь · b3 білий пішак · e3 чорний пішак · g3 білий пішак · h3 білий пішак · e2 білий пішак · b1 білий слон | d8 біла тура · c7 білий слон · e7 білий король · a6 чорний пішак · e6 білий пішак · a5 біла тура · b5 чорний пішак · c5 білий кінь · d5 білий пішак · e5 білий пішак · d4 чорний король · e4 білий кінь · g4 чорний пішак · h4 білий ферзь · b3 білий пішак · e3 чорний пішак · g3 білий пішак · h3 білий пішак · e2 білий пішак · b1 білий слон | 3 |
| 2 | d8 біла тура · c7 білий слон · e7 білий король · a6 чорний пішак · e6 білий пішак · a5 біла тура · b5 чорний пішак · c5 білий кінь · d5 білий пішак · e5 білий пішак · d4 чорний король · e4 білий кінь · g4 чорний пішак · h4 білий ферзь · b3 білий пішак · e3 чорний пішак · g3 білий пішак · h3 білий пішак · e2 білий пішак · b1 білий слон | d8 біла тура · c7 білий слон · e7 білий король · a6 чорний пішак · e6 білий пішак · a5 біла тура · b5 чорний пішак · c5 білий кінь · d5 білий пішак · e5 білий пішак · d4 чорний король · e4 білий кінь · g4 чорний пішак · h4 білий ферзь · b3 білий пішак · e3 чорний пішак · g3 білий пішак · h3 білий пішак · e2 білий пішак · b1 білий слон | d8 біла тура · c7 білий слон · e7 білий король · a6 чорний пішак · e6 білий пішак · a5 біла тура · b5 чорний пішак · c5 білий кінь · d5 білий пішак · e5 білий пішак · d4 чорний король · e4 білий кінь · g4 чорний пішак · h4 білий ферзь · b3 білий пішак · e3 чорний пішак · g3 білий пішак · h3 білий пішак · e2 білий пішак · b1 білий слон | d8 біла тура · c7 білий слон · e7 білий король · a6 чорний пішак · e6 білий пішак · a5 біла тура · b5 чорний пішак · c5 білий кінь · d5 білий пішак · e5 білий пішак · d4 чорний король · e4 білий кінь · g4 чорний пішак · h4 білий ферзь · b3 білий пішак · e3 чорний пішак · g3 білий пішак · h3 білий пішак · e2 білий пішак · b1 білий слон | d8 біла тура · c7 білий слон · e7 білий король · a6 чорний пішак · e6 білий пішак · a5 біла тура · b5 чорний пішак · c5 білий кінь · d5 білий пішак · e5 білий пішак · d4 чорний король · e4 білий кінь · g4 чорний пішак · h4 білий ферзь · b3 білий пішак · e3 чорний пішак · g3 білий пішак · h3 білий пішак · e2 білий пішак · b1 білий слон | d8 біла тура · c7 білий слон · e7 білий король · a6 чорний пішак · e6 білий пішак · a5 біла тура · b5 чорний пішак · c5 білий кінь · d5 білий пішак · e5 білий пішак · d4 чорний король · e4 білий кінь · g4 чорний пішак · h4 білий ферзь · b3 білий пішак · e3 чорний пішак · g3 білий пішак · h3 білий пішак · e2 білий пішак · b1 білий слон | d8 біла тура · c7 білий слон · e7 білий король · a6 чорний пішак · e6 білий пішак · a5 біла тура · b5 чорний пішак · c5 білий кінь · d5 білий пішак · e5 білий пішак · d4 чорний король · e4 білий кінь · g4 чорний пішак · h4 білий ферзь · b3 білий пішак · e3 чорний пішак · g3 білий пішак · h3 білий пішак · e2 білий пішак · b1 білий слон | d8 біла тура · c7 білий слон · e7 білий король · a6 чорний пішак · e6 білий пішак · a5 біла тура · b5 чорний пішак · c5 білий кінь · d5 білий пішак · e5 білий пішак · d4 чорний король · e4 білий кінь · g4 чорний пішак · h4 білий ферзь · b3 білий пішак · e3 чорний пішак · g3 білий пішак · h3 білий пішак · e2 білий пішак · b1 білий слон | 2 |
| 1 | d8 біла тура · c7 білий слон · e7 білий король · a6 чорний пішак · e6 білий пішак · a5 біла тура · b5 чорний пішак · c5 білий кінь · d5 білий пішак · e5 білий пішак · d4 чорний король · e4 білий кінь · g4 чорний пішак · h4 білий ферзь · b3 білий пішак · e3 чорний пішак · g3 білий пішак · h3 білий пішак · e2 білий пішак · b1 білий слон | d8 біла тура · c7 білий слон · e7 білий король · a6 чорний пішак · e6 білий пішак · a5 біла тура · b5 чорний пішак · c5 білий кінь · d5 білий пішак · e5 білий пішак · d4 чорний король · e4 білий кінь · g4 чорний пішак · h4 білий ферзь · b3 білий пішак · e3 чорний пішак · g3 білий пішак · h3 білий пішак · e2 білий пішак · b1 білий слон | d8 біла тура · c7 білий слон · e7 білий король · a6 чорний пішак · e6 білий пішак · a5 біла тура · b5 чорний пішак · c5 білий кінь · d5 білий пішак · e5 білий пішак · d4 чорний король · e4 білий кінь · g4 чорний пішак · h4 білий ферзь · b3 білий пішак · e3 чорний пішак · g3 білий пішак · h3 білий пішак · e2 білий пішак · b1 білий слон | d8 біла тура · c7 білий слон · e7 білий король · a6 чорний пішак · e6 білий пішак · a5 біла тура · b5 чорний пішак · c5 білий кінь · d5 білий пішак · e5 білий пішак · d4 чорний король · e4 білий кінь · g4 чорний пішак · h4 білий ферзь · b3 білий пішак · e3 чорний пішак · g3 білий пішак · h3 білий пішак · e2 білий пішак · b1 білий слон | d8 біла тура · c7 білий слон · e7 білий король · a6 чорний пішак · e6 білий пішак · a5 біла тура · b5 чорний пішак · c5 білий кінь · d5 білий пішак · e5 білий пішак · d4 чорний король · e4 білий кінь · g4 чорний пішак · h4 білий ферзь · b3 білий пішак · e3 чорний пішак · g3 білий пішак · h3 білий пішак · e2 білий пішак · b1 білий слон | d8 біла тура · c7 білий слон · e7 білий король · a6 чорний пішак · e6 білий пішак · a5 біла тура · b5 чорний пішак · c5 білий кінь · d5 білий пішак · e5 білий пішак · d4 чорний король · e4 білий кінь · g4 чорний пішак · h4 білий ферзь · b3 білий пішак · e3 чорний пішак · g3 білий пішак · h3 білий пішак · e2 білий пішак · b1 білий слон | d8 біла тура · c7 білий слон · e7 білий король · a6 чорний пішак · e6 білий пішак · a5 біла тура · b5 чорний пішак · c5 білий кінь · d5 білий пішак · e5 білий пішак · d4 чорний король · e4 білий кінь · g4 чорний пішак · h4 білий ферзь · b3 білий пішак · e3 чорний пішак · g3 білий пішак · h3 білий пішак · e2 білий пішак · b1 білий слон | d8 біла тура · c7 білий слон · e7 білий король · a6 чорний пішак · e6 білий пішак · a5 біла тура · b5 чорний пішак · c5 білий кінь · d5 білий пішак · e5 білий пішак · d4 чорний король · e4 білий кінь · g4 чорний пішак · h4 білий ферзь · b3 білий пішак · e3 чорний пішак · g3 білий пішак · h3 білий пішак · e2 білий пішак · b1 білий слон | 1 |
|   | a | b | c | d | e | f | g | h |   |

FEN: 3R4/2B1K3/p3P3/RpNPP3/3kN1pQ/1P2p1PP/4P3/1B6

1. Sd7? (A) ~ Zz
1. … b4 (b) 2. Bb6# (C), 1. … Kxd5 2. Sb8#, 1. … gh! (a)
1. Sd3? (B) ~ Zz
1. … gh (b) 2. Bb6# (C), 1. … Kxe4 2. Qxd4#, 1. … b4! (b)
1. Bb6! (C) ~ Zz
1. … b4 (b) 2. Sd7# (A)
1. … gh (a) 2. Sd3# (B)
- — - — - — -
1. … Kxe5 2. Qf6#
У двох фазах хибних слідів пройшло чергування функцій ходів (захист у варіанті хибного сліду — спростування хибного ходу). В задачі додатково виражено тему Банного і тему Салазара